# مجتمع الاستخبارات الإسرائيلية
تملك الدولة العبرية ثلاثة أجهزة استخبارية، على رأس دائرة صنع القرار والتغييرات في رأس هرم هذا الكيان، وهي: شعبة الاستخبارات العسكرية الإسرائيلية (أمان)  و والموساد (المخابرات الخارجية) والشاباك (الأمن الداخلي).

## الوكالات الحالية
- شعبة الاستخبارات العسكرية الإسرائيلية (أمان): فرع الاستخبارات الأعلى التابع لالجيش الإسرائيلي.
- فيلق الاستخبارات الإسرائيلي: الهيئة الرئيسية لجمع المعلومات الاستخباراتية وتحليلها التابعة لأركان حرب الجيش الإسرائيلي. يشمل الفيلق أيضاً وكالة استخبارات الإشارات الإسرائيلية المعروفة باسم الوحدة 8200.
- قسم أمن المعلومات: الوحدة الرئيسية لأمن المعلومات ومكافحة التجسس التابعة لشعبة الاستخبارات العسكرية الإسرائيلية.
- قسم الأبحاث: الوحدة الرئيسية لتقييم جميع المعلومات الاستخباراتية الواردة لشعبة الاستخبارات العسكرية الإسرائيلية.
- الاستخبارات الجوية الإسرائيلية: شعبة الاستخبارات التابعة للقوات الجوية الإسرائيلية.
- قسم الاستخبارات البحرية: وحدة الاستخبارات التابعة لسلاح البحرية الإسرائيلي.
- سلاح الاستخبارات القتالية: وحدة الاستخبارات التابعة للقوات البرية الإسرائيلية.
- وحدة استطلاع هيئة الأركان العامة: وحدة القوات الخاصة الأولى في الجيش الإسرائيلي التابعة بشكل مباشر لشعبة الاستخبارات العسكرية الإسرائيلية.
- وحدات استخبارات الجيش الإسرائيلي (القيادة الوسطى للجيش الإسرائيلي والقيادة الشمالية للجيش الإسرائيلي والقيادة الجنوبية للجيش الإسرائيلي وقيادة الجبهة الداخلية الإسرائيلية).
- الموساد: الوكالة الأولى المسؤولة عن عمل الاستخبارات الخارجية.
- الشاباك: المنظمة المكلفة بالحفاظ على الأمن الداخلي، بما في ذلك فلسطين المحتلة.
- فرع الاستخبارات التابع لشرطة إسرائيل.
- مركز الأبحاث السياسية: فرع الاستخبارات التابع لوزارة الخارجية الإسرائيلية.

## الوكالات السابقة
- ناتيف: المنظمة المسؤولة عن جلب اليهود من دول الكتلة السوفيتية الشرقية، وهو تجسيد لاحق لتظاهرة مؤسسة الهجرة ب. بعد تفكك الاتحاد السوفيتي في التسعينيات، انفصلت المنظمة عن دوائر الاستخبارات وأصبحت إدارة داخل مكتب رئيس الوزراء.
- لاكيم: الوكالة المسؤولة عن الحصول على التكنولوجيا السرية وتأمينها. تم حلها في عام 1986، واستقال مديرها رفائيل إيتان بسبب فضح جوناثان بولارد، الذي أدانته إحدى المحاكم الأمريكية بالتجسس لصالح إسرائيل.

## إشراف برلماني
تشرف اللجنة الفرعية للمخابرات والأجهزة السرية برلمانياً على دوائر الاستخبارات؛ وتعتبر هذه اللجنة انها لجنة فرعية تابعة للجنة الشؤون الخارجية والدفاع، والتي تشرف على قوات الأمن الإسرائيلية بأكملها.

## الهيكل والتنظيم
أدرجت بعض القضايا عدة مرات في جدول أعمال الأجهزة الاستخباراتية سابقاً، وشملت هذه القضايا كل من القضية المتعلقة بالهيكل المناسب للجنة دوائر الاستخبارات الإسرائيلية والأسئلة المتعلقة بتقسيم المسؤوليات والسلطات القضائية بين شعبة الاستخبارات العسكرية الإسرائيلية وشاباك والموساد، وكذلك شكل العمل بالنسبة إلى وكالات الاستخبارات الثلاثة فيما يتعلق برؤساء الوزراء والوزراء. عُين العديد من اللجان المختلفة والمفتشين الفرديين على مر السنين من أجل دراسة القضايا واقتراح التوصيات، سواء كان ذلك بسبب التجارب المؤلمة أو كمسألة روتينية. شملت هذه اللجان:
- لجنة يادين- شيرف (1963).
- لجنة أجرانات (1973- 1974).
- لجنة زامير (1974).
- لجنة ألوف أهارون ياريف (1984- 1986).
- لجنة التحقيق في شبكة المخابرات التي عقبت الحرب في العراق (2004).
- كُلفت الحكومة بهذا الأمر في عدة مناسبات وتوصلت إلى قرارات مختلفة. جعل مراقب الدولة من هذه القضية أجندته الخاصة وقدم إلى الكنيست ما خلص إليه من استنتاجات واكتشافات. نظرت اللجنة الفرعية للاستخبارات في عام 1994 في هذه الأسئلة، وقدمت توصياتها إلى رئيس الوزراء.

عادةً ما يُقسم العمل بين الفروع الاستخباراتية (أمان وشاباك والموساد)، في الهيكل الحالي لدوائر الاستخبارات الإسرائيلية، على أساس جغرافي. هناك قطاعات متداخلة ومتشابكة فيما بينها، وغالباً ما يكون هذا التداخل والتشابك واسع بين المنظمات.
عانى المستوى التنسيقي والتعاون الإقليمي في الماضي من نقاط الضعف الأساسية التي أعاقت فعالية عمل المخابرات على عدة جبهات. قمعت المنظمات ضرورة المشاركة المتبادلة للمعلومات الاستخباراتية ومزامنة بعض الأنشطة بين أجهزة الاستخبارات.
لا تزال هناك قضايا مفتوحة النهاية قابلة للنقاش، بما في ذلك القضايا المتنازع عليها فيما يتعلق بتقسيم الولايات والحدود القطاعية بين الأقاليم.
يواصل رؤساء الدوائر الاستخباراتية الرئيسية الثلاثة محاولتهم من أجل التوصل إلى اتفاقات متعلقة بوثيقة تُعرف باسم «الوثيقة العظمى». تتابع لجنة الاستخبارات الفرعية هذه الوثيقة وتدرس الخطوات اللازمة لتسوية مجالات النزاع الرئيسية عملياً. إذا لزم الأمر، يمكن للجنة الفرعية أن تشارك بشكل فعال في هذه المسألة لضمان المعايير المناسبة والمعقولة للعمل الاستخباراتي الشامل في إسرائيل.

## دور شعبة الاستخبارات العسكرية الإسرائيلية
اتجه التطور التاريخي لـدوائر الاستخبارات الإسرائيلية نحو تشكيل شعبة الاستخبارات العسكرية الإسرائيلية من خلال مجموعة من الأنشطة والمهام التي عادة ما تكون خارج نطاق الاستخبارات العسكرية في الغرب، مثل مسؤولية البحوث الاستخباراتية في الشؤون السياسية وغيرها من الشؤون غير العسكرية بشكل واضح. وتبع ذلك اعتماد دولة إسرائيل خلال سنواتها الأولى بشكل كبير على الجيش الإسرائيلي كمرساة وأداة لإنجاز المهام الوطنية، بسبب تمتع هذا النظام بقدرات تنظيمية وموارد بشرية متاحة.
بهذه الطريقة، نفذت شعبة الاستخبارات العسكرية الإسرائيلية وظائف كان من المعتاد معالجتها من قبل وكالات الاستخبارات الأخرى.  وبناءً على ذلك، يقول بعض النقاد بأنه يوجد حاجة لإعادة النظر في الموقف والموضع اللذين تتولاهما أجهزة الاستخبارات داخل الهيكل الحالي، ونقل بعض المجالات الاستراتيجية والسياسية وغير العسكرية، من شعبة الاستخبارات العسكرية إلى سلطة استخباراتية مدنية.

## الإصلاحات
أكدت لجنة التحقيق في شبكة الاستخبارات التي عقبت الحرب في العراق أنه على الرغم من الدمج التاريخي لهيكل دوائر الاستخبارات الإسرائيلية الحالي، وعلى الرغم من المزايا التي اكتسبتها دائرة أبحاث شعبة الاستخبارات العسكرية الإسرائيلية والوحدة 8200 خلال سنوات عديدة من الخدمة، فقد حان الوقت أخيراً لإعادة هيكلة دوائر الاستخبارات الإسرائيلية وفقاً لتوزيع العمل المناسب والتعيين المهني، فضلاً عن الإطار المرجعي والقانوني الصحيح.
أوصت اللجنة بإصلاح هيكل دوائر الاستخبارات الإسرائيلية الحالي، للحصول في نهاية الأمر على ثلاث أو أربع أجهزة استخبارات مستقلة، إلى جانب مجلس الأمن القومي؛ مع التمييز بينها على أساس مجالات مسؤولية كل دائرة:
- شعبة الاستخبارات العسكرية الإسرائيلية (الجيش الإسرائيلي): اختصاصها في المقام الأول هو «الاستخبارات العسكرية». وتنبيه القيادة السياسية والأجهزة الأمنية لاحتمالية حدوث حرب وتقدير إمكانيات العدو، وتحديد الأهداف المحتملة خلال الحرب أو النزاع العسكري المحدود.

- الموساد: توجيه الاتهامات وإحباط الهجمات المعادية، والتركيز الاستراتيجي السياسي الذي يشمل تقييم استقرار الأنظمة، والمشاركة في المعلومات الصناعية العلمية والتكنولوجية والنووية وكذلك مواجهة الإرهاب العالمي.
- شاباك: مكلف بحماية أمن الدولة ومواطنيها وأجهزتها، ضد الفلسطينيين وغيرهم من أشكال الإرهاب، وضد التخريب الداخلي.
- مجلس الأمن الوطني: لتقييم الظروف العالمية وفقاً للاستخبارات العامة، وإعداد الاستجابات الوطنية والأمنية.
- استخبارات الإشارات (دائرة): تزود هذه الدائرة المقترحة جميع الدوائر الاستخباراتية الأخرى بمعلومات استخبارات الإشارات.